# Rust (Familienname)
Rust ist ein deutscher und englischer Familienname.

## Namensträger
- Albert Rust (* 1953), französischer Fußballspieler
- Albert Rust (Politiker) (1818–1870), US-amerikanischer Politiker, Offizier im Sezessionskrieg
- Alfred Rust (Prähistoriker) (1900–1983), deutscher Prähistoriker
- Alfred Rust (Richter) (* 1975), deutscher Jurist und Richter am Bundesgerichtshof
- Alfred Winter-Rust (1923–2000), deutscher Maler
- Andreas Schumacher-Rust (* 1981), deutscher Autor und Verleger
- Anna Croissant-Rust (1860–1943), deutsche Schriftstellerin
- Anna Rust (* 1995), britische Schauspielerin und Synchronsprecherin
- August Rust (1890–1981), mecklenburgischer Volkserzähler
- August Ferdinand Heinrich Rust (1865–1931), deutscher Architekt
- Bärbel Rust (* 1955), deutsche Politikerin (Grüne)
- Benjamin Rust (* 1979), deutscher Basketballspieler
- Bernhard Rust (1883–1945), deutscher Politiker (NSDAP), Reichserziehungsminister 1934–1945
- Bettina Rust (* 1967), deutsche Journalistin
- Brian Rust (1922–2011), englischer Musikjournalist und Jazzdiskograph
- Bryan Rust (* 1992), US-amerikanischer Eishockeyspieler
- Carla Rust (1908–1977), deutsche Schauspielerin
- Christoph Rust (* 1953), deutscher Grafiker und Objektkünstler
- David Rust (1969–2014), Schweizer Grafikdesigner, Typograf und Schriftdesigner
- Dorothea Rust (* 1955), Schweizer Tänzerin und Aktionskünstlerin
- Elisabeth Rust (1958–2004), österreichische Langstrecken- und Bergläuferin
- Friedrich Wilhelm Rust (1739–1796), deutscher Komponist
- Friedrich Wilhelm Rust (Komponist, 1902) (1902–1972), deutscher Komponist
- Giacomo Rust (1741–1786), italienischer Komponist
- Graham Rust (* 1942), britischer Künstler und Wandmaler
- Hans Heinrich Rust (* 1903; † unbekannt), deutscher Physiker und Ingenieur
- Heinrich Rust (Kaufmann) (1678–1757), deutscher Kaufmann, Ratsherr in Lübeck
- Heinrich Rust (Architekt) (1865–1931), deutscher Architekt
- Heinrich Christian Rust (1953–2024), deutscher baptistischer Geistlicher, Theologe
- Holger Rust (* 1946), deutscher Soziologe
- Imke Rust (* 1975), namibische Künstlerin
- Ingo Rust (* 1978), deutscher Politiker, baden-württembergischer SPD-Landtagsabgeordneter
- Isaac Rust (1796–1862), deutscher evangelischer Theologe und Kirchenpolitiker
- Jascha Rust (* 1990), deutscher Schauspieler
- Jes Rust (* 1963), deutscher Paläontologe
- Jessica Rust (* 1986), deutsche Schauspielerin und Synchronsprecherin
- Johann Ludwig Anton Rust (1721–1785), deutscher Jurist, Archivar und Bibliothekar
- Johann Nepomuk Rust (1775–1840), preußischer Generalchirurg und Präsident des Königlichen Curatoriums für die Krankenhaus-Angelegenheiten
- Josef Rust (1907–1997), deutscher Politiker (CDU)
- Karl Rust (1891–1960), deutscher Fabrikant und Kommunalpolitiker der FDP
- Kirt Rust (* 1957), US-amerikanischer Schlagzeuger
- Mathias Rust (* 1968), deutscher Privatpilot, der 1987 neben dem Roten Platz in Moskau landete
- Moritz August Rust (19.–19. Jh.), österreichisch-amerikanischer Mediziner
- Nelson Antonio Martinez Rust (* 1944), venezolanischer Priester, Bischof von San Felipe
- Nicole C. Rust, US-amerikanische Neurowissenschaftlerin und Psychologin
- Otto Rust (Jurist) (1861–1942), deutscher Jurist und Generalstaatsanwalt
- Otto Rust (1871–1945), katholischer Geistlicher und Erzpriester; Märtyrer des 20. Jahrhunderts
- Paul Rust (* 1981), US-amerikanischer Komiker und Schauspieler
- Peter Murray-Rust (* 1941), britischer Chemiker und Open-Data-Aktivist
- Steffen Rust (* 1967), deutscher Forstwissenschaftler und Hochschullehrer
- Trijntje Rust († 1868), niederländische Tagelöhnerin, Wahrsagerin und Diebin
- Tyler Rust (* 1987), US-amerikanischer Wrestler
- Ursula Rust (* 1955), deutsche Juristin und Hochschullehrerin
- Uwe Rust (1940–2012), deutscher Geograph
- Werner Rust (1893–1977), deutscher Bibliothekar
- Wilhelm Rust (1822–1892), deutscher Komponist, Musikwissenschaftler, Bachforscher und Thomaskantor
- Wilhelm Rust (Tiermediziner) (1863–1957), deutscher Tierarzt
- Wilhelm Karl Rust (1787–1855), deutscher Pianist und Organist